# Han Chongdi
Han Chongdi, född 143, död 145 e.Kr, var en kinesisk monark. Han var kejsare av Handynastin 144 - 145 e.Kr.